# Kunst Ost

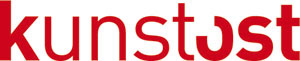
Das Logo des Kulturlabors Kunst Ost

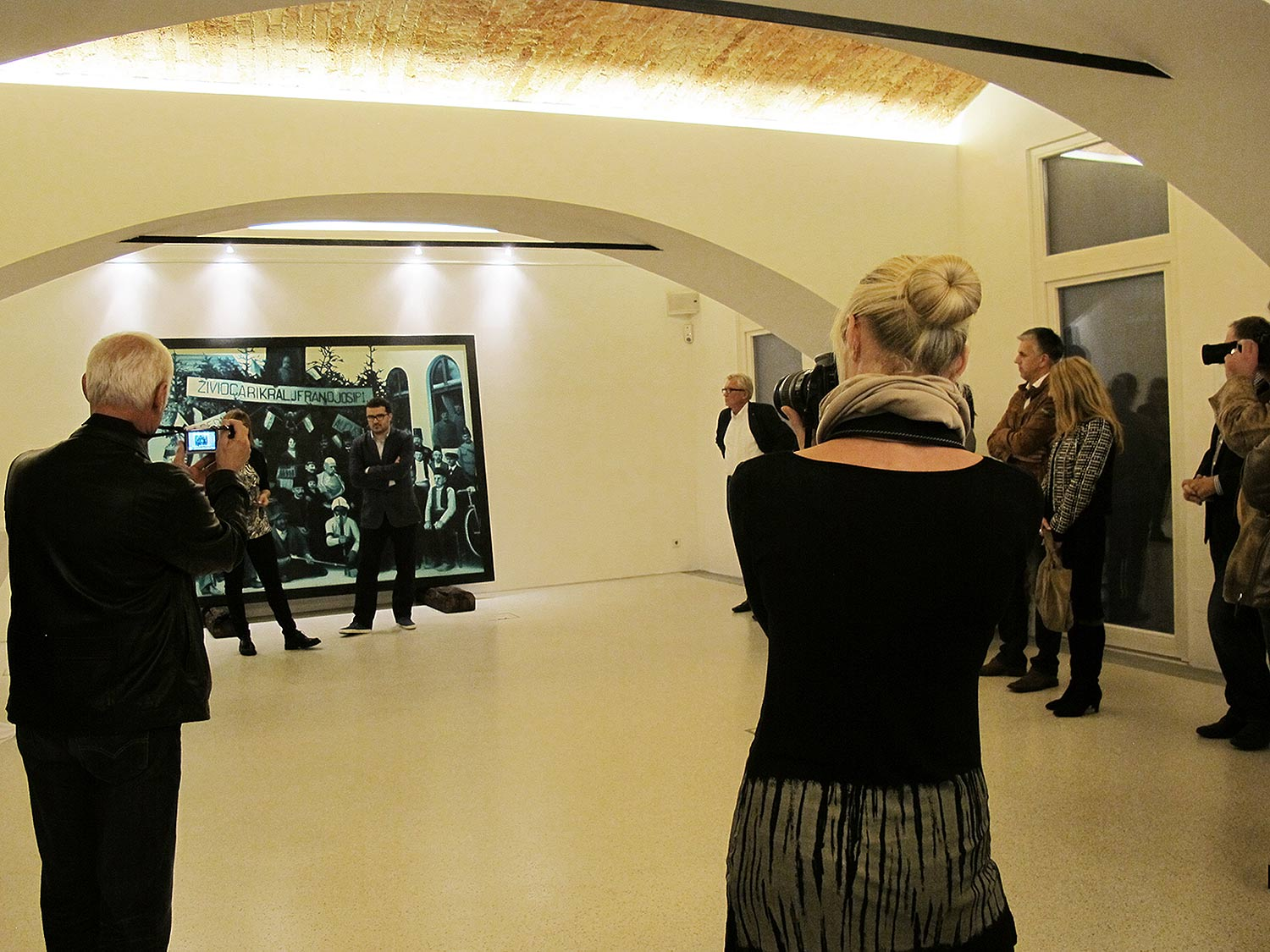
Gleisdorfer Kunstsymposion 2014 (Ausstellung Radenko Milak)

Das oststeirische Kulturlabor Kunst Ost entstammt einem LEADER-Projekt des Jahres 2009 und ist in Gleisdorf etabliert. Es war ursprünglich als soziokulturelle Drehscheibe konzipiert, ist seit 2014 mit Kultur- und Wissensarbeit (Gemeinsame Wissenskonstruktion) im Sinne eigenständiger Regionalentwicklung befasst und mit den Bedingungen von Gegenwartskunst.

## Perioden

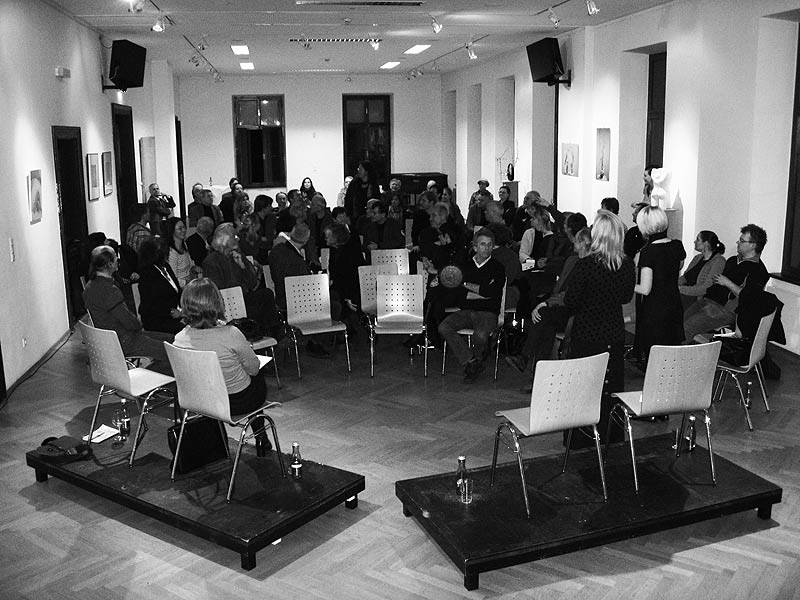
Die erste LEADER-Kulturkonferenz (29. Jänner 2009)

- 2009: „Kunst Ost: Kulturfokus Energie-Region“, ein Projekt des kultur.at: verein für medienkultur.[1][2]
- 2010–2013: „Sozialkulturelle Drehscheibe Kunst“, ein Projekt von kunst ost – kulturpolitisches Kompetenzzentrum.[3]
- 2014: „Kulturpakt Gleisdorf 2014“, ein Projekt des TIP Tourismusverband Gleisdorf[4] in Kooperation mit Kunst Ost.[5]
- 2014/2015: Die Arbeitsbereiche haben sich ausdifferenziert, der Kulturpakt Gleisdorf geht eigene Wege (Kulturpakt Gleisdorf: „Altes Wissen wird neu verpackt“[6]), Kunst Ost widmet sich dem Vorhaben "Kulturspange".[7]
- 2015: Der Paradigmenwechsel. Die Gleisdorfer Abteilung für Kultur und Marketing hat den „Kulturpakt Gleisdorf“ weitgehend umgestaltet und mit der Publikation „Mensch, Ideen, Netzwerke“[8] die Kulturpakt-Agenda neu definiert. Die Abwendung vom Schwerpunkt Gegenwartskunst und die Ausrichtung auf soziale Agenda, im Dezember 2014 schon absehbar („Alt und Jung passt in Gleisdorf gut zusammen“ in Kleine Zeitung vom 17. Dezember 2014[9]), wurde nach der Pressekonferenz am 26. März 2015 bestätigt: „Kulturpakt sorgt für neues Miteinander“[10].

### Rahmenbedingungen
- Die für Kunst Ost zuständige LAG (LEADER Aktionsgruppe) ist die LAG Energieregion Weiz-Gleisdorf[11]
- Der für Kunst Ost verbindliche Konzeptionelle Rahmen war in der Phase 2009–2013 der Regionale Entwicklungsplan 2007–2013 mit der Lokalen Entwicklungsstrategie für die LEADERPeriode 2007–2013 für die Energieregion Weiz – Gleisdorf[12]
- Das Arbeitsjahr 2010 war davon geprägt, dass drei verschiedene Landeskulturreferenten sich in der Zuständigkeit für den Bereich LEADER Kultur abwechselten: Kurt Flecker, Bettina Vollath und Christian Buchmann

## LEADER-Kontext
In der Periode „Leader 2007–2013“ kam es zu einem Sonderfall Steiermark. Die Kulturabteilung des Landes hatte unter Landeskulturreferent Kurt Flecker Sonderrichtlinien erlassen.
Damit entstand beim EU-Programm für die „Verbindung zwischen Aktionen zur Entwicklung der ländlichen Wirtschaft“ (so der deutsche Wortlaut des Programmtitels LEADER: frz. Liaison entre actions de développement de l'économie rurale) erstmals eine formelle Verknüpfung mit dem steirischen Landeskulturreferat und es konnten im LEADER-Kontext Projekte zur Gegenwartskunst entwickelt werden.
In steirischer Praxis der LEADER-Projekte wurden davor Kunst und Kultur nicht zu den Agenda dieses Förderprogrammes gezählt; nämlich: „Schwerpunkt 1: Verbesserung der Wettbewerbsfähigkeit der Land- und Forstwirtschaft. Schwerpunkt 2: Verbesserung der Umwelt und der Landschaft. Schwerpunkt 3: Verbesserung der Lebensqualität im ländlichen Raum und Förderung der Diversifizierung der ländlichen Wirtschaft.“

LEADER-Logo
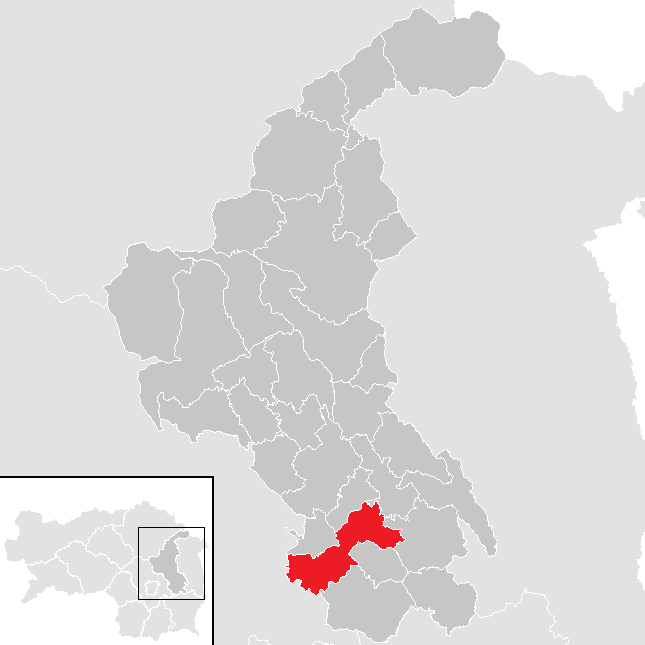
Gleisdorf im Bezirk Weiz
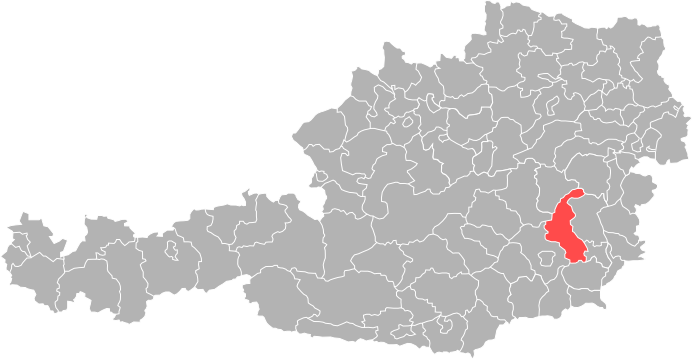
Der Bezirk Weiz in Österreich
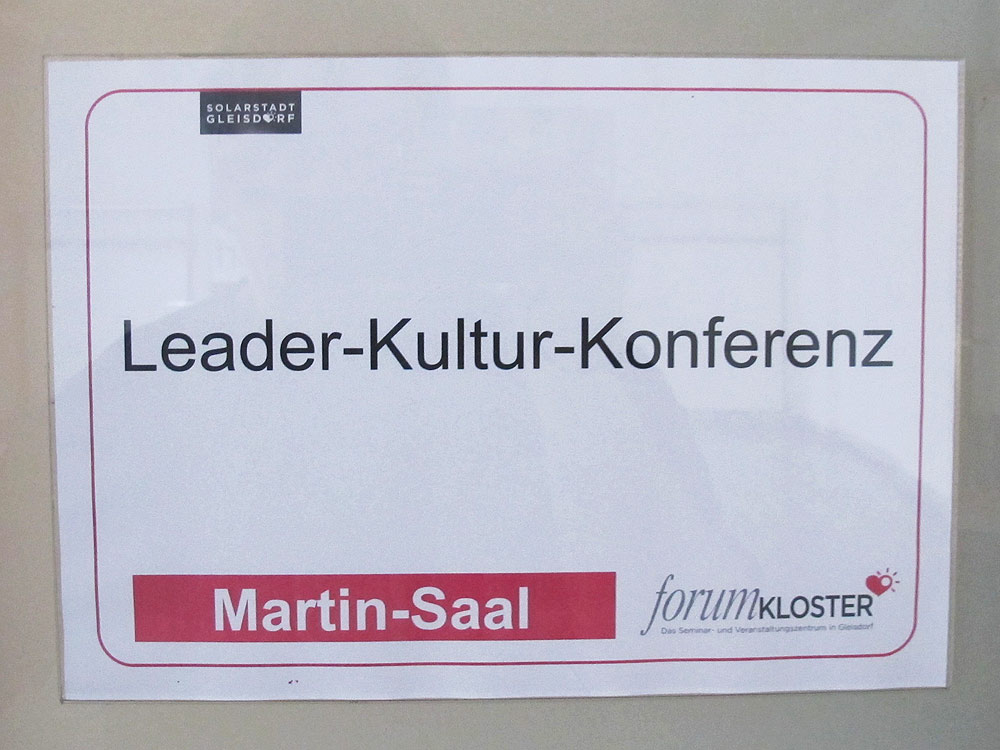
LEADER-Kultur als Gleisdorfer Standard

Kunst Ost war das überhaupt erste LEADER-Kulturprojekt gemäß diesen neuen Sonderrichtlinien, andere Regionen folgten mit Kulturprojekten. (Die Raumplanung Steiermark listet für diese Periode "19 steirische LEADER Regionen 2007–2013" auf.)

### Themenrahmen
Die zwei Positionierungsziele der für Kunst Ost zuständigen LEADER-Region lauten: „Die Energieregion Weiz-Gleisdorf zählt nach dieser Leader-Periode zu den Top 3 Regionen im Bereich Energie“ und: „Im Jahr 2020 ist diese Energieregion europäische Top-Region zu diesem Thema“. Das besagt die „Gesamtstrategie Energieregion Weiz-Gleisdorf“

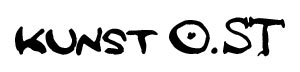
Das erste Kunst Ost-Logo
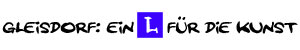
Projektlogo von Kunst Ost

Daraus ergeben sich zwei Hauptthemen der Energieregion Weiz Gleisdorf, nämlich Mobilität und Energieautarkie. Für die Genres Kunst und Kultur wurden diese Vorgaben bei Kunst Ost im Arbeitsschwerpunkt Mobilitätsgeschichte gebündelt, um Schnittstellen für die regionalen Schwerpunktthemen zu haben: Hauptthemen der ‚Energieregion Weiz-Gleisdorf’ sind Energieautarkie und Mobilität. Entsprechend arbeitet ‚kunst ost’ im Kontext Mobilitätsgeschichte derzeit an Beiträgen zum ‚Internationalen Museumstag’ (12. Mai) oder zur ‚Langen Nacht der Museen’ (5. Oktober).
2013 wurde eine Fusion der LEADER-Regionen Almenland und Energieregion Weiz-Gleisdorf bearbeitet, doch im Rahmen der Entscheidung für eine "Zweimarken-Strategie" in diesem Jahr keine Verknüpfung der Kulturagenda beschlossen: "Beide Regionen sowie deren hochwertige Marken bleiben trotz Fusionierung erhalten."

## Work in Progress

### Status 2015
Ein Ergebnis des LEADER-Projektes Kulturpakt Gleisdorf 2014 (Trägerschaft: TIP Tourismusverband Gleisdorf) ist die „Kulturspange“. Den Kern dieses Kulturlabors bilden drei Kulturinitiativen:
- Heterotopia PerpetuumMobile (Belgrad)
- Kunst Ost (Gleisdorf)
- Netzwerk Salzkammergut (Bad Mitterndorf)

Auf zweiter Ebene ist die „Kulturspange“ mit der Kulturinitiative Fokus Freiberg verbunden, wo seit Ende 2014 am Thema Netzkultur gearbeitet wird. Zu Fokus Freiberg gehört auch das ab 2015 eigenständige Aprilfestival unter der Leitung von Künstler Winfried Lehmann.

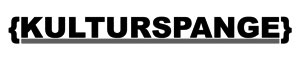
Kunst Ost Kulturspange
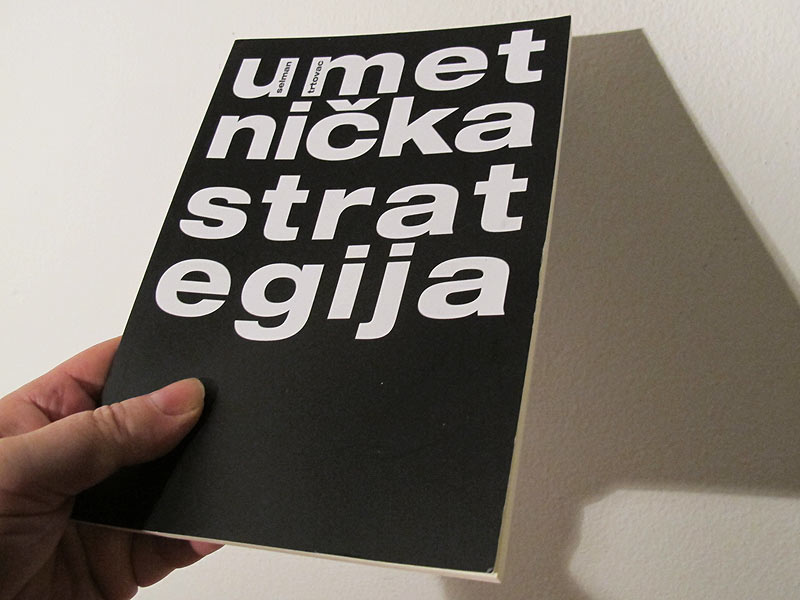
Selman Trtovac: Umetniča Strategija (Artistic Strategy)
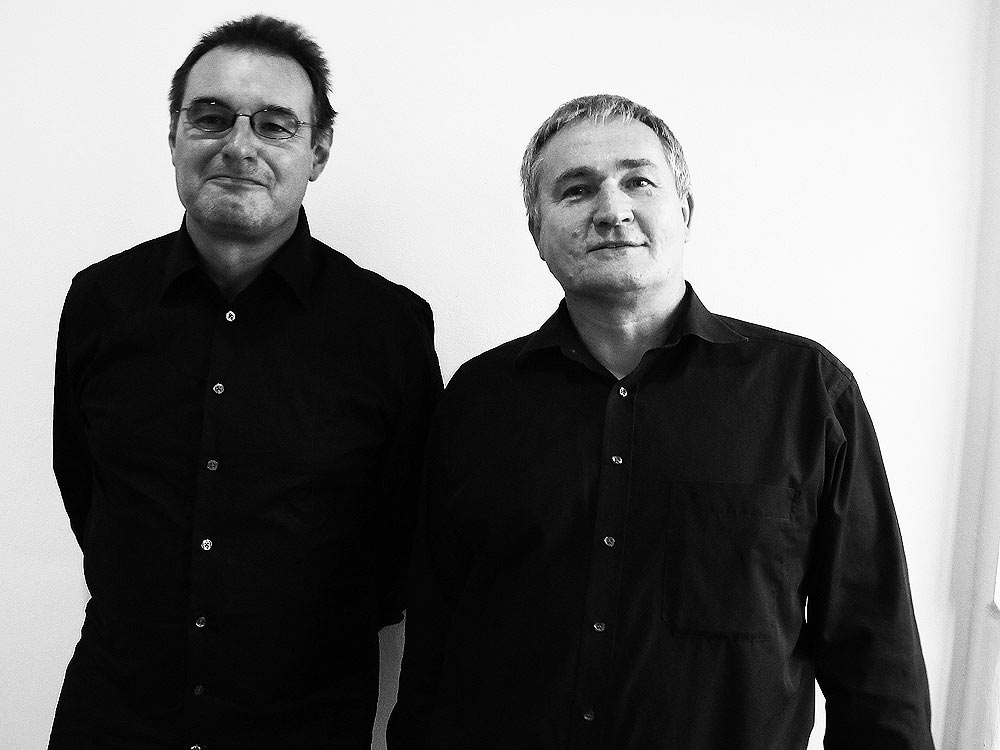
Wissenschafter Günther Marchner (links) und Unternehmer Ewald Ulrich

Ausgangspunkt der „Kulturspange“ 2014 ist ein Arbeitsansatz von Künstler Selman Trtovac: „Wir lieben auch die Kunst von anderen“ („Mi volimo i umetnost drugih“)
Ein inhaltlicher Ausgangspunkt im Kunstdiskurs ist das Buch „Umetniča Strategija“ („Artistic Strategy“) von Selman Trtovac, basierend auf seiner gleichnamigen Dissertation.
Mit der Trennung von Kulturpakt Gleisdorf und Kunst Ost verlor die Kulturspange ihre Basis aus der ursprünglichen Konzeption. Im März 2015 lud die Abteilung für Kultur und Marketing Gleisdorf zu einer Pressekonferenz bezüglich Kulturpakt Gleisdorf. Dabei wurde Kunst Ost nicht mehr einbezogen.
Die Ergebnisse dieses Schrittes sind in einer Sonderbeilage im Organ der Stadt (Stadtjournal) publiziert worden und belegen ein völliges Ausblenden der von Kunst Ost erarbeiteten Kulturpakt-Konzeption. Es hieß plötzlich:

„Der Kulturpakt hat das Potenzial, dass er alle gesellschaftlichen Schichten vernetzt und auf dieser Basis wollen wir weiterarbeiten.“

Die ursprüngliche Konzeption für 2015 war in „Die Ehre des Handwerks“ (Mythos Puch, Kunst und der Kulturpakt Gleisdorf) publiziert worden. Sie erwies sich bezüglich Kulturpakt Gleisdorf als obsolet und machte die Kulturspange hinfällig.
Im folgenden September hatte das 2015er Kunstsymposion mit einem Auftakt in Belgrad und der Arbeit am Projekt „Fiat Lux“ eine neue Team-Situation geschaffen und eine Betonung des Themenbogens „Die Ehre des Handwerks, das Gewicht der Kunst, der Geist in der Maschine“ bewirkt.

## Praxis
- 2009, 29. Jänner: Erste LEADER-Kulturkonferenz des EU-Projektes in Gleisdorf. "Ziel der Kulturkonferenzen ist es, mit finanziellen Mitteln, die im Kontext des Leader-Programmes der EU speziell für soziokulturelle Projekte zur Verfügung stehen, die Bedingungen der Gegenwartskunst gezielt zu verbessern."[28]
- 2010, 29. April: Erste steiermarkweite LEADER Landeskulturkonferenz in Weiz.[29] "Die Werkstätte des Autohauses Jagersberger war Schauplatz dieser Kulturkonferenz, bei der im Vorfeld, wie ich hörte, die Wogen wieder einmal nationalrätlich hoch gingen …. Die Kultur ist eben ein spannendes und spannungsgeladenes Feld."[30]
- 2012, 7. September: Erstes Gleisdorfer Kunstsymposion. „In der Rundhalle von Binder +Co fand bei laufendem Betrieb ein denkwürdiges Symposion statt.“[31]
- 2013, 2. Mai: Konstituierung des „Kulturpakt Gleisdorf“. "‚Wir verstehen uns als neutrale Basis, als eine Art Drehscheibe’, erklärt Gerwald Hierzi, Gleisdorfs Tourismus- und Kulturmanager, ‚wir möchten auf Augenhöhe mit den Kulturschaffenden Projekte entwickeln.’"[32]
- 2013, Juni: Aus dem Kunst Ost Frauenmonat[33] verselbstständigt sich das GISAlab (Girls_In_Science_and_Art, Konzeption: Mirjana Peitler-Selakov)[34]
- 2013, 10. September: Zweites Gleisdorfer Kunstsymposion[35] „Ebenso veranstaltet ‚kunst ost’ ein Kunstsymposion, das sich sozialgeschichtlichen Fragen widmet.“[36]
- 2014, Juli: Aus dem „Kunst Ost Aprilfestival“ (2011[37], 2012[38], 2013[39]) verselbstständigt sich das „Aprilfestival“ beim „Fokus Freiberg“ (Winfried Lehmann und Ewald Ulrich)[40]
- 2014, 20. September: Veranstaltung „Mythos Puch“[41] mit Neuaufführung des „Puch-Marsch“ von Eduard Wagnes. Moderator Harry Prünster präsentierte die neue Aufführung des „Puch Marsch“ durch die Stadtkapelle Gleisdorf[42] nach einem Arrangement von Franz Cibulka.[43]
- 2014, Dezember: Wissenschafter Günther Marchner (Netzwerk Salzkammergut, Bad Mitterndorf) und Künstler Selman Trtovac (Heterotopia PerpetuumMobile, Beograd) konstituieren mit Kunst Ost die „Kulturspange“[44], basierend auf den Arbeitsergebnissen des LEADER-Projektes „Kulturpakt Gleisdorf 2014“.[5]

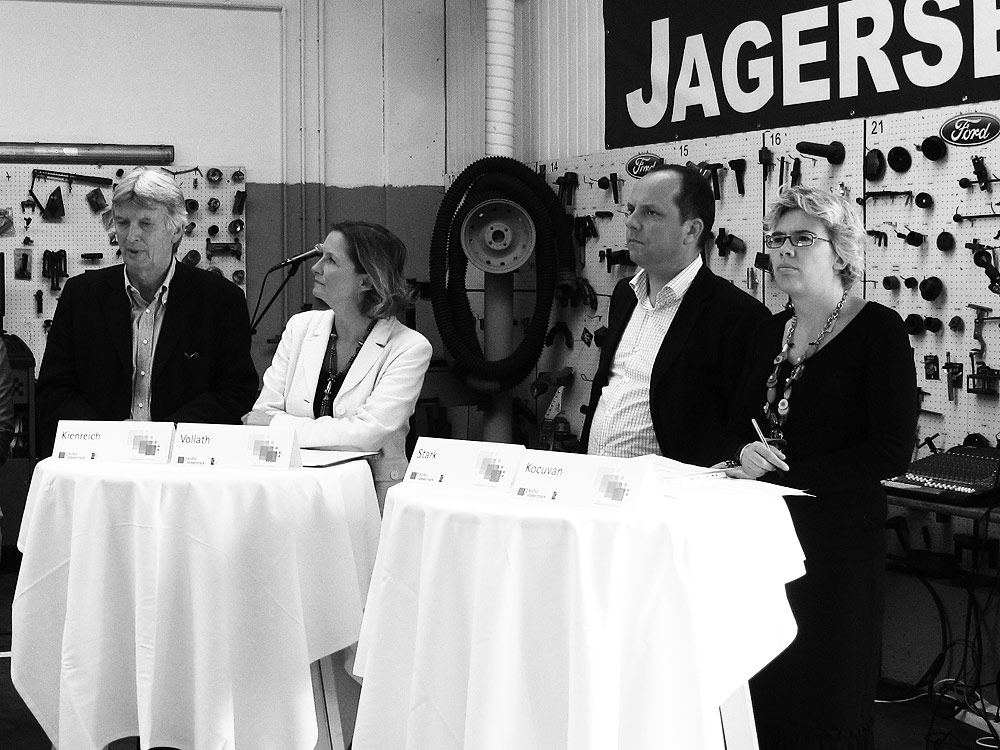
Die erste LEADER Landeskulturkonferenz (in einer Autowerkstatt) am 29. April 2010
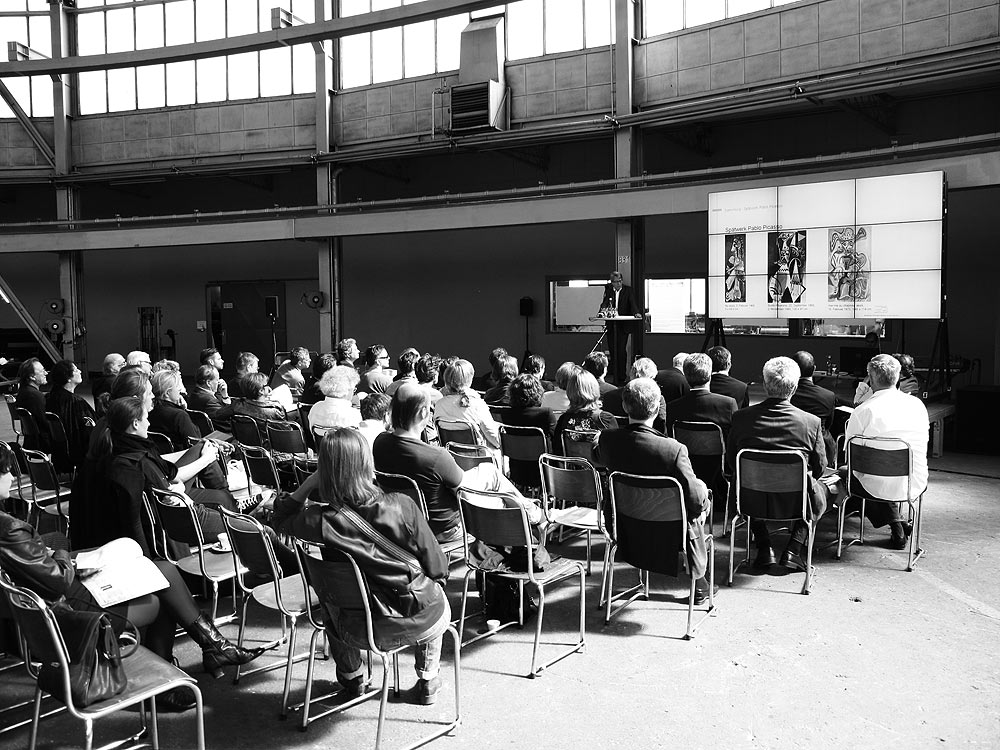
Das erste Gleisdorfer Kunstsymposion (in einer Fabrikshalle) am 7. September 2012
„Puch-Marsch“ von Eduard Wagnes (Cover der Pianoforte-Noten)

## Gegenwartskunst

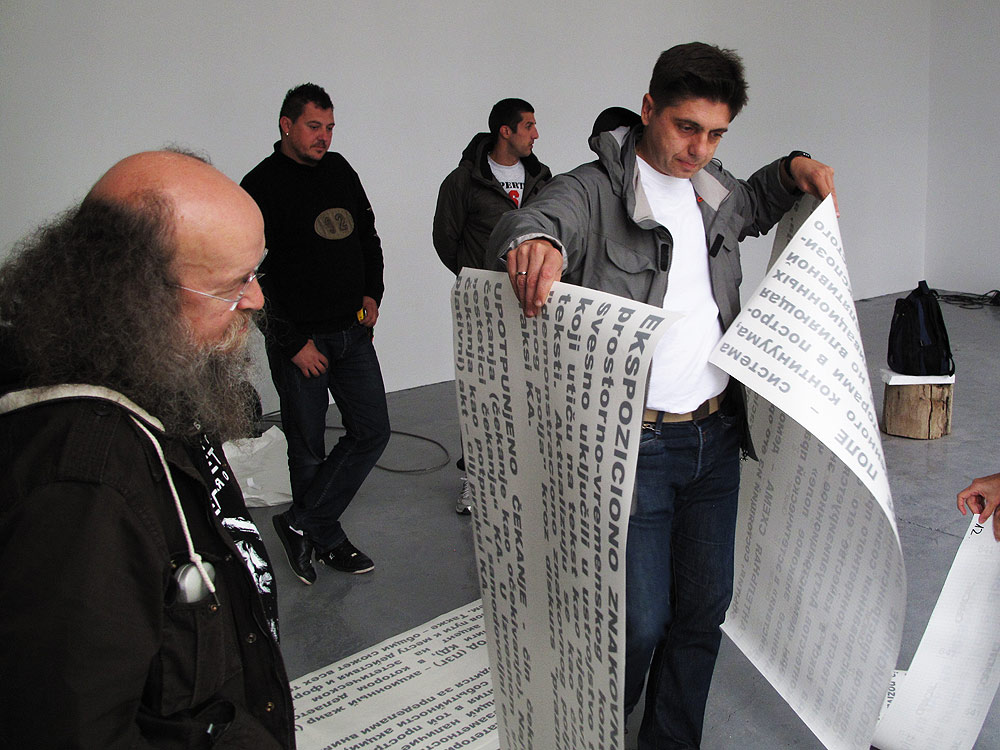
Sergej Letov (links) und Selman Trtovac

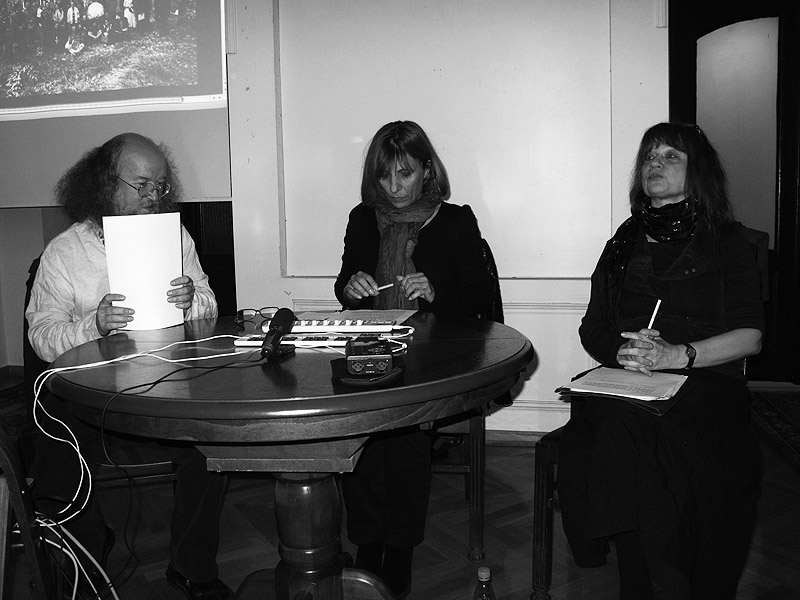
Sergej Letov (links) und Sabine Hänsgen (rechts) von den Kollektiven Aktionen mit Mirjana Peitler-Selakov (Kunst Ost) bei einer Performance als Gäste von Treci Beograd

Zum Förderungsziel der „Richtlinie zur Förderung von Maßnahmen im Rahmen des Aktionsprogramm Achse 4 LEADER über kulturelle Förderungen im ländlichen Raum“ (2007–2013 durch die Europäische Union und vom Land Steiermark – Kultur) gehörte eine „ganzheitliche Stärkung von Regionen im Kulturbereich und Schwerpunktsetzung im Bereich der zeitgenössischen Kunst und Kultur“.
Dort wurde als Leitziel präzisiert, „an der Nahtstelle von Kunst und Alltagsleben“ sei die jeweilige Region und ihre Bevölkerung in die Auseinandersetzung mit gesellschaftlichen und künstlerischen Themen einzubeziehen. „Das künstlerische Potential einer Region soll auch in einen Austausch mit internationalen künstlerischen Positionen treten“.

### Kollektiv und prozeßhaft
Ein Angelpunkt in der mehrjährigen Kunstpraxis von Kunst Ost, wo es um eine internationale Situation geht, die lokal und regional verankert wird, ist der Künstler Selman Trtovac, vormals Kollektiv „Treci Beograd“.
Eine Arbeitswoche mit Sergej Letov, Sergej Romashko und Sabine Hänsgen (Moskauer Konzeptualismus) in Gleisdorf im Jahr 2010: „Virtuosen der Täuschung. Ein Einblick in das Universum der Gruppe Kollektive Aktionen“, eine Kooperation mit dem Festival Steirischer Herbst, führte 2011 zu einer gemeinsamen Arbeitswoche in Belgrad: „Virtuosen der Täuschung. Ein Einblick in das Universum der Gruppe Kollektive Aktionen“.
Zu dieser Aktion existiert ein Vertragswerk, abgeschlossen zwischen Treci Beograd (Serbien), Kollektive Aktionen (Russland), Kunst Ost (Österreich) und dem 2014 verstorbenen Filmemacher Veljko Pavlovic.
Zu diesem Gefüge mehrjähriger kollektiver Kulturpraxis von Kunst Ost gehört seit 2007 auch das serbische Duo diSTRUKTURA, das seit „next code: love“ (Liebe in Zeiten der Telenovelas) in permanenten Arbeitskontakt mit dem genannten Kreis ist.

### Kulturspange
Das führte Ende 2014 zur Kunst Ost-„Kulturspange“ in der Kooperation mit Wissenschaftler Günther Marchner (Netzwerk Salzkammergut, Bad Mitterndorf) und Künstler Selman Trtovac (Heterotopia PerpetuumMobile, Beograd).
Mit der Phase III fand die Kulturspange 2015 ihr Ende. Die Realisierung von „Mythos Puch“ in der Gemeinde Albersdorf-Prebuch schuf einen neuen Arbeitsansatz der regionalen Kooperation: „Der Freitag ist vorwiegend dem Geiste gewidmet, wenn Künstler, Sammler, Wissenschaftler, Medienfachleute oder Unternehmer über Handwerk und Volkskultur laut nachdenken.“